# 1916 год в авиации
Список событий в авиации в 1916 году.

## События
- 1 апреля — над Лондоном впервые удалось сбить огнём ПВО немецкий дирижабль. Им стал LZ-48.
- 15 июля — Основана авиакомпания Boeing[1]

## Персоны

### Родились
- 19 января — Алексей Петрович Маресьев, легендарный лётчик-ас, дважды кавалер ордена Трудового Красного Знамени, Герой Советского Союза. Маресьев — прототип героя повести Бориса Полевого «Повесть о настоящем человеке».
- 22 мая — Замятин, Николай Александрович, заслуженный лётчик-испытатель СССР (21 августа 1964), капитан (1958).
- 18 июля — Скорняков, Сергей Александрович, Герой Советского Союза, участник боёв на реке Халхин-Гол и Великой Отечественной войны. Лётчик — истребитель, штурман авиационного полка военно-воздушных сил Северного флота. Полковник.
- 6 ноября — Пекури, Лаури Олави, финский ас-истребитель в годы Второй мировой войны.

### Скончались
- 13 января — Уточкин, Сергей Исаевич, один из первых русских авиаторов, футболист, вело-, авто- и мотогонщик начала XX века.
- 15 мая — Зверева, Лидия Виссарионовна, первая русская женщина-пилот.